# الیزابت الکساندر
فرانسیس الیزابت سامرویل الکساندر (née کالدول؛ ۱۳ دسامبر ۱۹۰۸–۱۵ اکتبر ۱۹۵۸) زمین‌شناس و فیزیکدان انگلیسی است، که کار با رادار و رادیو در زمان جنگ منجر به تحولات اولیه در اخترشناسی رادیویی و پس از جنگ در زمین‌شناسی سنگاپور پایه اساسی در تحقیقات معاصر در نظر گرفته شده‌است. وی دکترای خود را از کالج نیوهام کمبریج به دست آورد و از سال ۱۹۳۸ تا ۱۹۴۱ در پایگاه هدایت نیروی دریایی سنگاپور مشغول به کار شد. در ژانویه سال ۱۹۴۱، او رئیس تحقیقات عملیات در آزمایشگاه توسعه رادیو نیوزلند شد.
در سال ۱۹۴۵، او به درستی سیگنال‌های راداری غیرعادی که در جزیره نورفولک بودند را تفسیر کرد که در اثر خورشید ایجاد شده‌اند. این تفسیر به عنوان کار پیشگامانه در زمینه اخترشناسی رادیویی بدل شد و وی را به اولین زن دانشمندانی تبدیل کرد که در آن زمینه فعالیت می‌کند. 